# Jorma K. Miettinen
Jorma Kalervo Miettinen, född 11 augusti 1921 i Helsingfors, död 11 februari 2017, var en finländsk kemist. 
Miettinen blev student 1939, filosofie magister 1948 och filosofie doktor 1954. Han var 1955–1964 docent i biokemi och 1987–1988 i radiokemi vid Helsingfors universitet samt 1964–1977 e.o. och 1977–1987 ordinarie professor i radiokemi. Åren 1982–1983 var han forskningschef vid Försvarsmaktens forskningsanstalt. Han arbetade 1948–1957 som nobelpristagaren Artturi Virtanens assistent och var en av dem som introducerade radioisotoper vid studiet av organismers ämnesomsättning. Efter supermakternas stora kärnvapenprov i mitten av 1950-talet fick Miettinen i uppdrag av den finländska atomenergikommissionen att undersöka det radioaktiva nedfallet i olika delar av Finland, och han utvecklade själv ett mobilt laboratorium för ändamålet. Särskilt betydelsefulla är de fortfarande regelbundet återkommande undersökningarna av radioaktiva nuklider i naturen och hos befolkningen i Lappland, det omfattande materialet hade stor betydelse vid bedömningen av strålningen efter Tjernobylolyckan 1986. 
Miettinen byggde upp Helsingfors universitets radiokemiska institution, som han har gett en mycket mångsidig forskningsinriktning, specialiserad bland annat på undersökning och slutbehandling av kärnbränsle och radioaktivt avfall. Miettinen författade omkring 420 vetenskapliga artiklar i internationella tidskrifter. Han var starkt engagerad i nedrustningsfrågor, bland annat som medlem av den internationella Pugwashrörelsen sedan 1959 och som ordförande i dess finländska kommitté sedan 1971. Han tilldelades akademikers titel 1995.